# Kenji Takahashi (Rennfahrer)

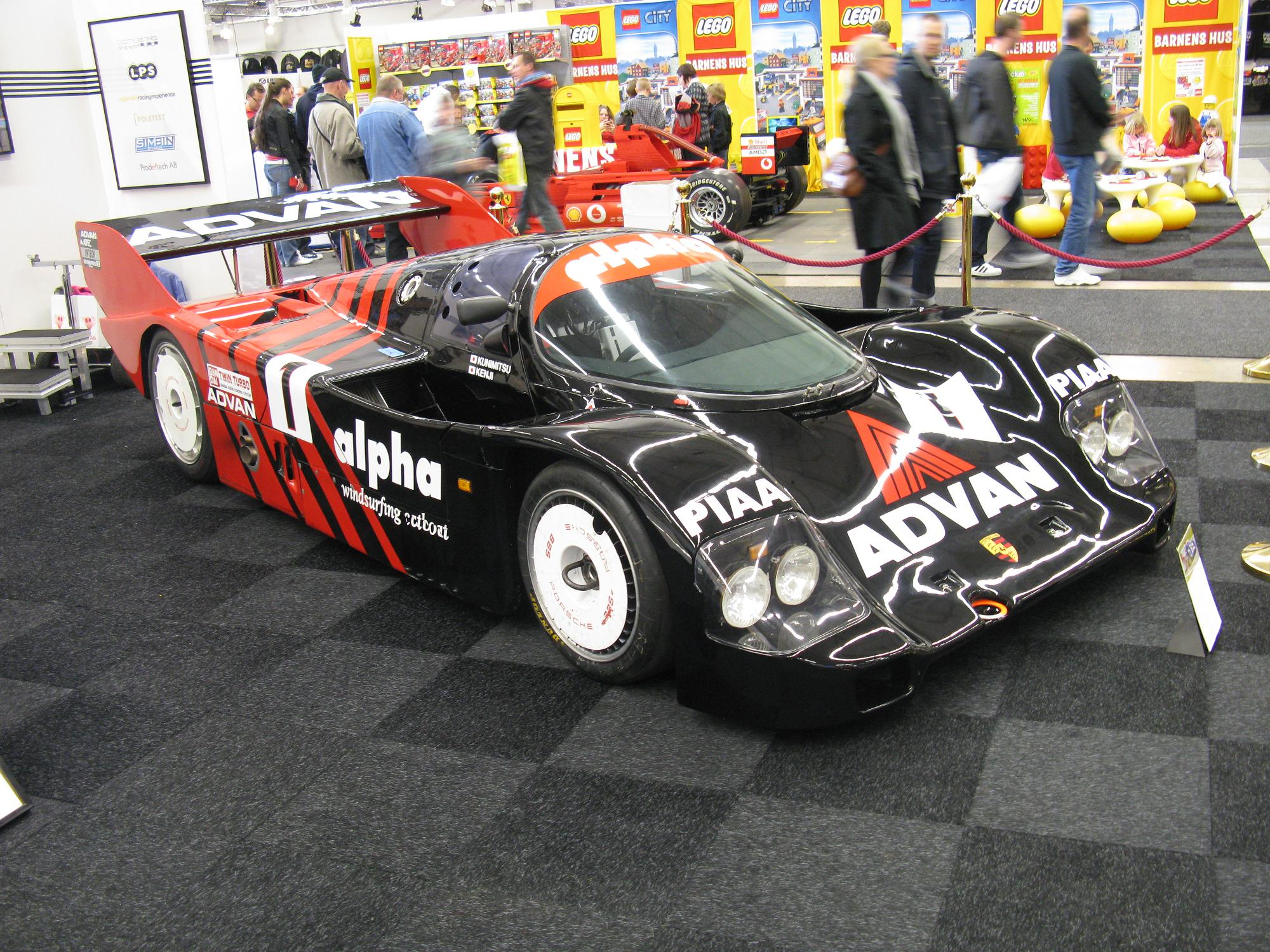
Der von Kenji Takahashi gefahrene Porsche 962

Kenji Takahashi (jap. 高橋 健二, Takahashi Kenji; * 18. Mai 1946; † 1. Januar 2005) war ein japanischer Autorennfahrer.

## Karriere im Motorsport
Kenji Takahashi bestritt bis auf eine Ausnahme Autorennen nur in seinem Heimatland Japan und dies sowohl im Monoposto- wie im GT- und Sportwagensport. Beim 300-Meilen-Rennen von Fuji 1972, einem Rennen zur Fuji-Grand-Champion-Serie, ging er zum ersten Mal bei einer Rennveranstaltung an den Start und beendete den ersten Einsatz an der dritten Stelle der Gesamtwertung. Ab 1977 begann er regelmäßig Sportwagenrennen zu fahren. 1984 siegte er gemeinsam mit Kunimitsu Takahashi beim 500-km-Rennen von Fuji und mit demselben Partner sowie dem Briten Geoff Lees beim 1000-km-Rennen von Suzuka. 1985 wurde er mit drei Rennsiegen Gesamtsieger der japanischen Sportwagenmeisterschaft und wiederholte den Gesamtsieg ein Jahr später; seine größten Erfolg im Sportwagensport.
Im Monoposto fuhr er vor allem in der japanischen Formel-2-Meisterschaft. Seine beste Endplatzierung in dieser Meisterschaft war der dritte Gesamtrang 1983. An einem Rennen nahm Takahashi außerhalb Japans teil; dem 24-Stunden-Rennen von Le Mans 1987. Dort saß er im Cockpit eines Werks-Nissan R87E und fiel nach 181 gefahrenen Runden durch Motorschaden aus.
Er starb im Januar 2005.

## Statistik

### Le-Mans-Ergebnisse
| Jahr | Team              | Fahrzeug    | Teamkollege     | Teamkollege       | Platzierung | Ausfallgrund |
| ---- | ----------------- | ----------- | --------------- | ----------------- | ----------- | ------------ |
| 1987 | Nissan Motorsport | Nissan R87E | Keiji Matsumoto | Kazuyoshi Hoshino | Ausfall     | Motorschaden |

### Einzelergebnisse in der Sportwagen-Weltmeisterschaft
| Saison | Team                | Rennwagen   | 1   | 2   | 3   | 4   | 5   | 6   | 7   | 8   | 9   | 10  | 11  |
| ------ | ------------------- | ----------- | --- | --- | --- | --- | --- | --- | --- | --- | --- | --- | --- |
| 1983   | Brun Motorsport     | Porsche 956 | MON | SIL | NÜR | LEM | SPA | FUJ | KYA |     |     |     |     |
| 1983   | Brun Motorsport     | Porsche 956 |     |     | 6   |     |     |     |     |     |     |     |     |
| 1985   | Advan Sports        | Porsche 962 | MUG | MON | SIL | LEM | HOK | MOS | SPA | BRH | FUJ | SEL |     |
| 1985   | Advan Sports        | Porsche 962 |     |     |     |     |     | DNF |     |     |     |     |     |
| 1986   | Advan Sports        | Porsche 962 | MON | SIL | LEM | NÜN | BRH | JER | NÜR | SPA | FUJ |     |     |
| 1986   | Advan Sports        | Porsche 962 |     |     |     |     |     | 8   |     |     |     |     |     |
| 1987   | Nissan Motorsport   | Nissan R87E | JAR | JER | MON | SIL | LEM | NÜN | BRH | NÜR | SPA | FUJ |     |
| 1987   | Nissan Motorsport   | Nissan R87E |     |     |     |     | DNF |     |     |     |     | 16  |     |
| 1988   | Nissan Motorsport   | Nissan R88C | JER | JAR | MON | SIL | LEM | BRÜ | BRH | NÜR | SPA | FUJ | SAN |
| 1988   | Nissan Motorsport   | Nissan R88C |     |     |     |     |     |     | 9   |     |     |     |     |
| 1989   | Team Salamin        | Porsche 962 | SUZ | DIJ | JAR | BRH | NÜR | DON | SPA | MEX |     |     |     |
| 1989   | Team Salamin        | Porsche 962 | 16  |     |     |     |     |     |     |     |     |     |     |
| 1990   | Courage Compétition | Cougar C24  | SUZ | MON | SIL | SPA | DIJ | NÜR | DON | MOT | MEX |     |     |
| 1990   | Courage Compétition | Cougar C24  | 14  |     |     |     |     |     |     |     |     |     |     |